# Комбинированные ценные бумаги
Комбинированные ценные бумаги — инструменты, которые объединяют в себе несколько финансовых активов, таких как акции, облигации, варранты и тд. То есть, когда корпорация выпускает комбинированные ценные бумаги, это означает, что в один финансовый пакет могут быть включены сразу несколько разных активов. На этапе первичного размещения такой пакет торгуется на фондовом рынке как единое целое, то есть все эти активы объединены и продаются или покупаются как один комплексный инструмент.
Через какое-то время (зачастую заранее установленное компанией) может происходить официальное разделение этих инструментов. Это означает, что теперь инвесторы могут отдельно покупать или продавать каждый компонент пакета. Арбитражисты, начиная с Джорджа Сороса, пытаются заработать на том, что иногда можно фактически продать отдельные части этого пакета до официального разделения, если они найдут покупателей и используют деривативы. То есть они оценивают потенциальную стоимость отдельных компонентов выше, чем они оцениваются в пакете, и зарабатывают на этой разнице. Зачастую отдельный компонент может стоить больше, чем в объединённом пакете, по следующим причинам:
- Ликвидность: Если пакет ценных бумаг малоликвиден, это может снизить его общую стоимость. Однако отдельные компоненты могут быть более востребованы и ликвидны, что повышает их стоимость по отдельности.
- Перспективы отдельных компонентов: Например, варрант (опцион на покупку акций в будущем) в составе пакета может быть недооценен, потому что рынок на данный момент не видит потенциала для роста акций. Однако если инвестор ожидает, что акции существенно вырастут, варрант по отдельности может оказаться значительно дороже, чем он оценивается в составе пакета. Инвестору, в свою очередь, также выгодно переплатить за компонент пакета отдельно, если доходность всего пакета, по его мнению, меньше и переплачивать за него нецелесообразно или по другим вышеперечисленным причинам.